# Prostitución en Catar
La prostitución en Catar es ilegal y conlleva a severos castigos de varios años de prisión. La prostitución normalmente se lleva a cabo en bares, clubes nocturnos y hoteles. Ocasionalmente se toman medidas restrictivas, y las prostitutas son arrestadas y deportadas. Muchas mujeres chinas viajan a Catar con visas de turistas, para trabajar en la prostitución.

## Situación legal
Como otros países del Golfo, la prostitución y sus actividades relacionadas están en contra de la ley. El capítulo 6 del Código Penal trata sobre la Instigación de la Depravación, Disipación y Fornicación:
- Artículo 294:
  - Todo aquel que instigue al libertinaje, la disipación o el adulterio en público por medio de palabras, gestos o cualquier otra forma, será castigado con una condena en prisión no menor a 6 meses, y no más de 3 años.
- Artículo 295:
  - Todo aquel que infrinja los siguientes actos, será castigado con una condena de prisión, no menor a 1 año y un máximo de 3 años.
    - 1- Abrir o dirigir un burdel, o contribuir en su apertura o funcionamiento;
    - 2- Poseer una residencia o tienda, y la arrienda sabiendo que será usado como un burdel;
- Artículo 296:
  - Todo aquel que cometa las siguientes ofensas, será castigado con una condena de prisión, no menor a 1 año y un máximo de 3 años :
    - 1- Preparar a una mujer para cometer adulterio;
    - 2- Instigar, inducir y seducir a una mujer de cualquier forma para cometer adulterio o frecuentar a un burdel para cometer un acto de libertinaje, ya sea dentro o fuera del país;
    - 3- Liderar, instigar o seducir a un hombre de cualquier forma para cometer sodomía o disipación;
    - 4- Inducir o seducir a un hombre o mujer de cualquier forma, para cometer actos ilegales e inmorales;
    - 5- Llevar, exponer o aceptar a un hombre o a una mujer con el propósito de explotación sexual.
- Artículo 297:
  - Todo aquel que haya cometido las ofensas mencionadas en el Artículo anterior a través de la compulsión, coacción o ardid, o si la víctima es menor de 16 años, o es uno de los infractores del previamente mencionado Artículo 279 de la presente Ley, donde se supone que el transgresor sabe de la edad real de la víctima, será castigado con una condena de 15 años de cárcel.
- Artículo 298:
  - Todo aquel que cometa adulterio o sodomía como profesión o para ganarse la vida, será sancionado con una condena de hasta 10 años de cárcel.
  - La misma condena será aplicada para todo individuo que explote la inmoralidad y prostitución hacia otra persona
- Artículo 299:
  - Además de las sanciones estipuladas en los Artículos anteriores, el tribunal ordenará la clausura del sitio donde la ofensa fue llevada a cabo, y solo podrá reabrirse mediante la aprobación de la Oficina del Fiscal General.

## Tráfico sexual
Catar figura en la lista del Departamento de Estado de los Estados Unidos como un país de 'nivel 2' para el tráfico. Es un destino para hombres y mujeres víctimas de la trata con el fin de que realicen servidumbre involuntaria, o en menor extensión, explotación sexual comercial. El país es un destino para mujeres de China, Indonesia, Filipinas, Sri Lanka, Líbano, India, África, y Europa Oriental, quienes son víctimas de la trata de personas, con fines de explotación sexual comercial.